# NGC 1663
NGC 1663 је расејано звездано јато у сазвежђу Орион које се налази на NGC листи објеката дубоког неба.
Деклинација објекта је + 13° 8' 27" а ректасцензија 4h 49m 24,3s. Привидна величина (магнитуда) објекта NGC 1663 износи 14,5 а фотографска магнитуда 15,8. NGC 1663 је још познат и под ознакама OCL 461.